# Puerto de Panderrueda
El puerto de Panderrueda es un puerto de montaña de la cordillera Cantábrica ubicado al noreste de León, en España. Comunica los municipios de Posada de Valdeón, al este, Oseja de Sajambre, al oeste, y Riaño al sur. Administrativamente, pertenece a Posada de Valdeón.
La carretera que discurre por este puerto es la LE-2711 y alcanza una cota máxima de 1450 m s. n. m., según el cartel indicador allí situado. El puerto de Panderrueda constituye uno de los accesos por carretera para acceder al macizo central de los Picos de Europa desde la provincia de León.

## Naturaleza
El puerto de Panderrueda se localiza en uno de los entornos naturales más salvajes, vírgenes y mejor conservados de toda la cordillera Cantábrica. La altitud de las montañas circundantes y el espesor de los bosques aledaños (hayedos, sobre todo) conforman el hábitat de la fauna que mejor caracteriza la Cordillera.
A 500 m del puerto de Panderrueda se localiza el mirador de Piedrashitas         (43°07′45″N 4°58′50″O / 43.129058, -4.9804427), con vistas excepcionales hacia el macizo central de los Picos de Europa. El propio puerto constituye un mirador en sí y, además, desde él parten varias rutas de senderismo y montañismo.